# Großmutation
Als Großmutation (auch Sprungmutation) bezeichnet man in der Genetik eine komplexe Veränderung im Erbgut, die mit einem einzigen sprunghaften Schritt eine weitreichende und funktionierende Veränderung eines neu entstehenden Organismus bewirkt. Es handelt sich nicht um eine Form der Mutation, wie der Begriff vermuten lässt, sondern um ein statistisches Konzept, das zur Erklärung der Makroevolution herangezogen wird.
Eine Großmutation läge vor, wenn viele Mutationen gleichzeitig auftreten und diese in ihrer Gesamtheit zu einer starken Veränderung des Organismus führen. Dieser Vorgang ist sehr unwahrscheinlich. Aus der empirischen Wissenschaft sind keine echten Großmutationen nachgewiesen. Sie sind insbesondere als Erklärung für die Entwicklung von Tieren umstritten. Das könnte auf ihre Seltenheit zurückgehen, aber auch darauf, dass sie aus statistischen Gründen überhaupt nicht vorkommen können.

## Konzept
Genetische Mutationen bewirken immer eine graduelle Veränderung des Organismus. Die überwiegende Zahl aller Mutationen führt zur Lebensunfähigkeit oder zu einem Selektionsnachteil für das betroffene Lebewesen. Stets bringt nur eine kleine Zahl aller Mutationen eine Verbesserung mit sich. Auf diese seltenen verbessernden Mutationen kommt es aber in der Evolutionsgeschichte an, weil sie sich durchsetzen und im Gen-Pool verbreiten. Die verschlechternden Mutationen verschwinden wieder aus dem gemeinsamen Erbgut einer Art.
Das Konzept der Großmutation geht davon aus, dass es sehr selten vorkommen kann, dass sich mehrere (viele) verbessernde Mutationen gleichzeitig in einem Individuum ereignen können. Damit könnte zum Beispiel nicht nur die Verbesserung der Funktionsweise eines Organs erklärt werden, sondern auch die sprunghafte Entstehung eines völlig neuen Organs, das gleich richtig funktioniert.
In der modernen Biologie wird die Existenz von Großmutationen aus Wahrscheinlichkeitsgründen weitgehend ausgeschlossen. Bei einer verbessernden Mutation pro 1000 Erbgänge und 5 benötigten Mutationen wären bereits 1015 Erbgänge für eine Großmutation notwendig. Die meisten verbessernden Mutationen erfordern aber weit mehr als nur 1000 Erbgänge, und die meisten funktionierenden Organe werden durch weitaus mehr als nur 5 Gene gesteuert. Bei Wirbeltieren wären beispielsweise bei 106 Erbgängen pro Mutation und 20 benötigten neuen Mutationen bereits 10120 Erbgänge notwendig, eine Zahl, die jenseits aller rationalen Annahmen gelten kann. Dementsprechend können Großmutationen aber bei sehr einfachen Organismen auftreten.
Ein weiteres Problem der Großmutation besteht in ihrer Vererbung, denn sie müsste auf die Folgegenerationen vollständig weitergegeben werden, was aber durch die Rekombination bei der geschlechtlichen Vermehrung sehr erschwert wird, weil alle möglichen Paarungspartner der Großmutanten die nichtmutierten Erbmaterialien besitzen und deshalb auch nur die originalen Gene beisteuern können. Die Nachkommen der Großmutanten würden in Bezug auf die mutierten Gene nicht reinerbig sein und demnach auch nicht den damit verbundenen Selektionsvorteil genießen.
Die Großmutation zählt zu den saltationistischen Konzepten, die aus der Überwindung des Kreationismus entstanden. Anders als kreationistische Argumentationen gilt die Großmutation aber nicht als widerlegt und hat einen Begriffswandel zu einer statistisch formulierbaren Hypothese vollzogen. Die Hypothese kann jedoch in vielen Fällen aufgrund methodischer und faktischer Einschränkungen nicht überprüft werden.

## Beispiele für vermutete Großmutationen
Die Evolution auf Stammesebene wurde oft durch Großmutationen erklärt, weil sich Organismenstämme oft durch wesentliche Merkmale unterscheiden, für die keine Übergangsformen denkbar schienen. So hat man angenommen, dass die Wirbeltiere (Endoskelett) durch eine Großmutation aus den älteren Wirbellosen (Exoskelett) hervorgegangen sein müssten, weil es keine Nachweise von Tieren gibt, die beide Merkmale aufweisen. Die Embryologie hat jedoch nachgewiesen, dass auch hier die Veränderungen graduell in die Welt kamen. Jedes Wirbeltier vollzieht diese Veränderung in seiner Embryogenese nach (siehe Gastrulation).
Auch die bereits flugfähigen Federn des Archaeopteryx wurden oft einer Großmutation zugeschrieben. Mit der Entdeckung von gefiederten Dinosauriern erkannte man, dass Federn viel älter als die Flugfähigkeit sind und bei Archaeopteryx vermutlich durch eine schrittweise Exaptation von einfacheren Federformen entstanden, die der Wärmeisolierung dienten.

## Großmutation und Gradualismus
Es gilt als sicher, dass jedes organismische Merkmal durch gradualistische Entwicklung entstehen kann. Kleine Veränderungen über die Zeit führen zu großen Veränderungen. Die Großmutation ist demnach nur eine zusätzliche Annahme, die zwar im Einzelfall nicht ausgeschlossen werden kann, aber für die Erklärung nicht benötigt wird.